# أحمد باشا بن دوقاقين
أحمد باشا بن دوقاقين ((بالتركية: Dukakinoğlu Ahmed Paşa)‏ توفي في آذار / مارس 1515) ، هو الصدر الاعظم الرابع والعشريين للدولة العثمانية، والثاني في عهد سليم الأول، دامت ولايته ما يقارب التسعة أشهر ما بين كانون الأول 1514 إلى أيلول 1515. من أصول  ألبانية، من سنجق ألبانيا ونسبة إلى بداية اسمه تدل انه من عائلة دوقاقين الألبانية العريقة. لقد ترعرع في المنظومة العثمانية عن طريق دوشيرمة. متزوج من حفصة سلطان ابنة السلطان سليم الأول، وابنه محمد باشا بن دوقاقين كان والي إيالة مصر من 1544 إلى 1546 ، حتى إعدامه.